# Gerson Sousa
Gerson Liliano Sanches de Sousa (Lagos, 10 maggio 2002) è un calciatore portoghese, attaccante del Kīfisias.

## Carriera

### Club
Ha iniziato a giocare a calcio nel settore giovanile del Benfica, con cui ha firmato il primo contratto professionistico il 29 maggio 2018. Due anni dopo è stato promosso nella squadra B, con cui ha debuttato il 1º novembre nell'incontro di Segunda Liga perso 3-2 contro il Leixões. Ha segnato il suo primo gol il 17 agosto 2022, contro l'Estrela Amadora.
Il 19 ottobre 2024 ha debuttato in prima squadra, giocando gli ultimi minuti dell'incontro di Taça de Portugal vinto 2-0 contro il Pevidém ed il 3 febbraio 2025 è stato ceduto in prestito all'Estrela Amadora fino al termine della stagione.
Nel 2025 si trasferisce al Kīfisias, club della seconda divisione greca.

### Nazionale
Ha giocato con le nazionali giovanili portoghesi Under-17, Under-18 ed Under-20.

## Statistiche

### Presenze e reti nei club
Statistiche aggiornate al 13 aprile 2025.
| Stagione         | Squadra          | Campionato       | Campionato | Campionato | Coppe nazionali | Coppe nazionali | Coppe nazionali | Coppe continentali | Coppe continentali | Coppe continentali | Altre coppe | Altre coppe | Altre coppe | Totale | Totale |
| Stagione         | Squadra          | Comp             | Pres       | Reti       | Comp            | Pres            | Reti            | Comp               | Pres               | Reti               | Comp        | Pres        | Reti        | Pres   | Reti   |
| ---------------- | ---------------- | ---------------- | ---------- | ---------- | --------------- | --------------- | --------------- | ------------------ | ------------------ | ------------------ | ----------- | ----------- | ----------- | ------ | ------ |
| 2020-2021        | Benfica B        | SL               | 4          | 0          | -               | -               | -               | -                  | -                  | -                  | -           | -           | -           | 4      | 0      |
| 2021-2022        | Benfica B        | CdP              | 2          | 0          | -               | -               | -               | -                  | -                  | -                  | -           | -           | -           | 2      | 0      |
| 2022-2023        | Benfica B        | SL               | 32         | 7          | -               | -               | -               | -                  | -                  | -                  | -           | -           | -           | 32     | 7      |
| 2023-2024        | Benfica B        | SL               | 34         | 2          | -               | -               | -               | -                  | -                  | -                  | -           | -           | -           | 34     | 2      |
| 2024-feb. 2025   | Benfica B        | SL               | 20         | 5          | -               | -               | -               | -                  | -                  | -                  | -           | -           | -           | 20     | 5      |
| Totale Benfica B | Totale Benfica B | Totale Benfica B | 92         | 14         |                 | -               | -               |                    | -                  | -                  |             | -           | -           | 92     | 14     |
| 2024-feb. 2025   | Benfica          | PL               | 0          | 0          | CP+CdL          | 1+0             | 0               | UCL                | 0                  | 0                  | -           | -           | -           | 1      | 0      |
| feb.-giu. 2025   | Estrela Amadora  | PL               | 4          | 0          | CP+CdL          | 0               | 0               | -                  | -                  | -                  | -           | -           | -           | 4      | 0      |
| Totale carriera  | Totale carriera  | Totale carriera  | 95         | 14         |                 | 1               | 0               |                    | 0                  | 0                  |             | -           | -           | 96     | 14     |

## Palmarès

### Club

#### Competizioni giovanili
- UEFA Youth League: 1

Benfica: 2021-2022